# شريان قبل دماغي
الشريان قبل الدماغي (بالإنجليزية: Precerebral artery)‏ هوَ شريان يتجه إلى المخ ولكنه غير موجود فيه، ومن الأمثلة عليه: الشريان الفقري وَالشريان القاعدي وَالشريان السباتي الأصلي.